# Journey into Mystery
Journey Into Mystery es una revista de historietas de Marvel Comics, que se especializaba en historias de monstruos y ciencia ficción, inicialmente sin personajes o autores fijos.
Al comenzar la Edad de plata de las historietas, Marvel cambia su línea editorial en favor de los superhéroes, y en su número 83 presenta a Thor, un personaje basado en la deidad mitológica homónima, a cargo de Stan Lee y Jack Kirby. 
En adelante, Journey Into Mystery se transformaría en una revista centrada en las aventuras de dicho personaje. Esto continuó hasta el número 125, luego del cual la revista fue renombrada como The Mighty Thor, en referencia a su protagonista. La numeración, en cambio, se mantuvo constante: así, a Journey Into Mystery #125 le siguió The Mighty Thor #126. 
Durante la reformulación editorial conocida como Heroes Reborn Thor dejó temporalmente de formar parte del universo Marvel habitual, con lo cual la revista The Mighty Thor volvió a ser renombrada como Journey Into Mystery luego del número 503. Esta publicación contó con la saga "The Lost Gods" y personajes rotativos. 
Esta situación se prolongó hasta el número 521. Con Thor nuevamente restablecido en la continuidad del universo de ficción de la editorial, la revista volvió a llamarse The Mighty Thor, aunque esta vez comenzando a partir de un número 1.

## Primeras apariciones
- Asgard #85.
- Balder #85.
- Cobra #98.
- El Destructor #118.
- La Encantadora #103.
- Fandral #119.
- Frigga #92.
- Geirrodur #101.
- Gárgola Gris #107.
- Hercules Annual #1.
- Heimdall #85.
- Hela #102.
- Hogun #119.
- El Hombre Absorbente #114.

- Idunn #114.
- Jotunheim #114.
- Karnilla #107.

- Loki #85.
- Lorelei #337.
- Los Hombres de Piedra de Saturno #83.
- El Hombre de Lava (Molto) #97.
- Maha Yogi #96.
- El Olimpo Annual #1.
- Sif in #102.
- Surtur #97.
- Thor #83.
- Tyr #85.
- Volstagg #119.
- Ymir #97.
- Zeus Annual #1.

- Datos: Q2270826